# Еуген Сухонь

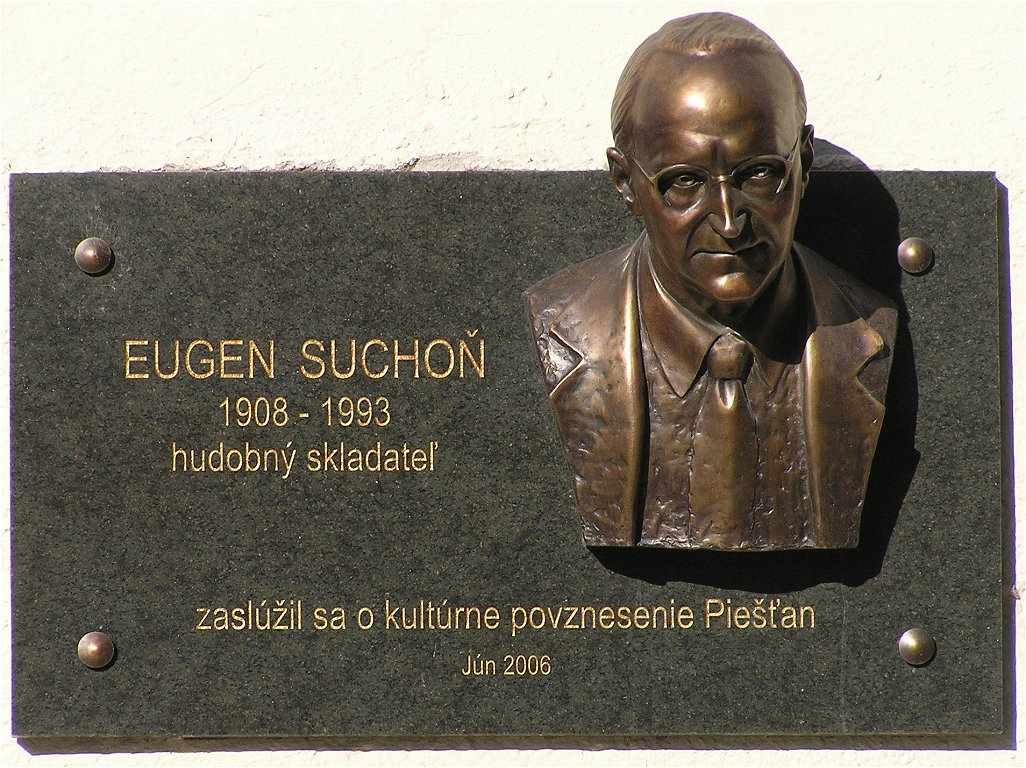
Пам'ятна дошка на честь Еугена Сухоня на вулиці його імені у місті Пьєштяни

Еуге́н Сухонь (словац. Eugen Suchoň; 25 вересня 1908, Пезінок — 5 серпня 1993, Братислава) — словацький композитор, автор національних опер «Водоворіт» (Krutnava, 1941–1949), «Святоплук» (Svätopluk, 1952–1959). Народний артист ЧССР (1959).

## Біографія
Батько Еугена, Ладислав Сухонь, був органістом і вчителем, мати Серафина — піаністкою. З раннього дитинства Еуген чув звуки музики, коли його батько репетирував зі своїми учнями. Перші уроки гри йому давала мати.
З 12 років майбутній композитор навчався у Братиславській академії музики у Фріко Кафенди (1927–1931), потім у Празькій консерваторії у Вітезслава Новака, в 1948–1954 рр. — на педагогічному факультеті Братиславського університету, у 1954–1960 рр. — у Вищій педагогічній школі у Братиславі.
З 1933 року викладав у Братиславській академії музики, в 1959–1974 рр. в Братиславському університеті.
Ранні твори цього композитора написані в класичних традиціях. У 1920–1940-х роках пише музику в національному дусі із впливами експресіонізму та неокласицизму. Із середини 1950-х років засвоює деякі елементи додекафонії.
Обидві опери Сухоня вперше виконали в Національному театрі у Братиславі. Неодноразово вони ставились і за кордоном. Серед постановок:
- Krútňava, 1949, Національний театр, Братислава
- Svätopluk, 1960, Національний театр, Братислава
- «Водоворот життя», 1961, Московський академічний музичний театр імені Станіславського і Немировича-Данченка
- «Сватоплук», 1962, Саратовський театр опери та балету імені Чернишевського

У 1951, 1954 і 1959 роках став лауреатом Державної премії.

## Список творів

### Опери
- «Водоворот» (Krútňava, 1941–1949), 105 хв, опера в шести картинах
- «Король Святоплук» (King Svätopluk, 1952–1959), 143 хв, драматична опера-фреска

### Музика до театральних постановок
- Музика до драми І. Стодоля «Король Святоплук» (King Svätopluk, 1935–1936) — увертюра і кілька номерів для великого оркестру, op.10
- Музика до п'єси Gerzo Барбара Цельська (1937), симфонія для оркестру.

### Симфонічні твори
- «Маленька сюїта з пасакалією» (1967) 11 хв, симфонічний твір для великого оркестру, op.3
- «Сюїта-балада» (1934–1936) 22 хв, симфонічний твір для великого оркестру, op.9
- «Бій завершиться завтра» (1950), музика до повнометражної стрічки для великого оркестру
- «Метаморфози» (1951–1953) 29 хв, симфонічні варіації для великого оркестру
- «Сільська симфонієта» (1954–1955) 16 хв, симфонічний твір для великого оркестру
- «Перемога» (The Breakthrough, 1977) 24 хв, симфонічний нарис до фільму

### Вокально-симфонічні твори
- «Ніч і самотність» (1932) 13 хв, 5 пісень для мецо-сопрано з оркестром
- «Псалом землі Підкарпатської» (1937–1938), 38 хв, кантата для тенора, чоловічо-жіночого хору і великого оркестру, op.12
- «До зірок» (1961) 13 хв, 5 пісень для сопрано з малим оркестром
- «Три пісні для баса та оркестру» (1984–1985), 17 хв, для баса з оркестром

### Концертні твори
- «Бурлеск» (1933) 12 хв, для скрипки з великим оркестром
- «Фантазія» (1948) 14 хв, для скрипки з великим оркестром
- Сюїта-рапсодія (1964–1965) 25 min., для фортепіано з великим оркестром (або двох фортепіано)
- «Симфонічна фантазія на тему BACH» (Symphonic Fantasia on B-A-C-H, 1971) 27 хв, для органу, струнного оркестру та ударних (або для органу та фортепіано)
- Концертина для кларнета й оркестру (1977) 20 хв, для кларнета й оркестру

### Камерно-інструментальні твори
- Соната ля бемоль мажор (1929–1930) 26 хв, для скрипки та фортепіано
- Струнний квартет (1930–1931, доопрацьовано 1939), для струнного квартету
- Маленька сюїта з пасакалією (1931–1932) 11 хв, для фортепіано
- Серенада (1932–1933) 12 хв, для духового квінтету та струнного оркестру
- Квартет з фортепіано (Piano Quartett, 1932–1933) 28 хв, для скрипки, віоли, віолончелі та фортепіано
- Сюїта-балада (1935) 22 хв, для фортепіано
- Академічний гімн університету Коменського (Academic Fanfare of Comenius University, 1937) 2 хв, для духового оркестру
- Сонатина (1937) 12 хв, для скрипки та фортепіано
- Весільний танець з опери «Водоворіт» (1971) 6 хв, для фортепіано
- «Поема смерті» (Poeme Macabre, 1963) 11 хв, для скрипки та фортепіано
- Шість п'єс для струнних інструментів (Six Pieces for Strings, 1955–1964) 24 хв, для струнного квартету або оркестру
- «Калейдоскоп» (1967–1969) 65 хв, для фортепіано, струнного оркестру та ударних
- Токата (1973) 11 хв, для фортепіано
- «Картини зі Словаччини» (Obrazkov zo Slovenska, 1954–1955), цикл з шести композицій для фортепіано
- «Роздуми» (Contemplations, 1964) 19 хв, вісім композицій для ведучого та фортепіано

### Вокально-інструментальні твори
- «Промайнути в невідоме» (Glimpse into the unknown, 1977) 9 хв, три пісні для високотонального голосу та фортепіано

### Твори для хору
- «Яка ти гарна» (1932–1933), для чоловічо-жіночого хору
- «Про гори» (1934–1942), для чоловічого хору.

## Вшанування
На честь Еугена Сухоня названо вулицю у місті Пьєштяни, на одній з будівель якої встановлено пам'ятну дошку.